# حمام بخار

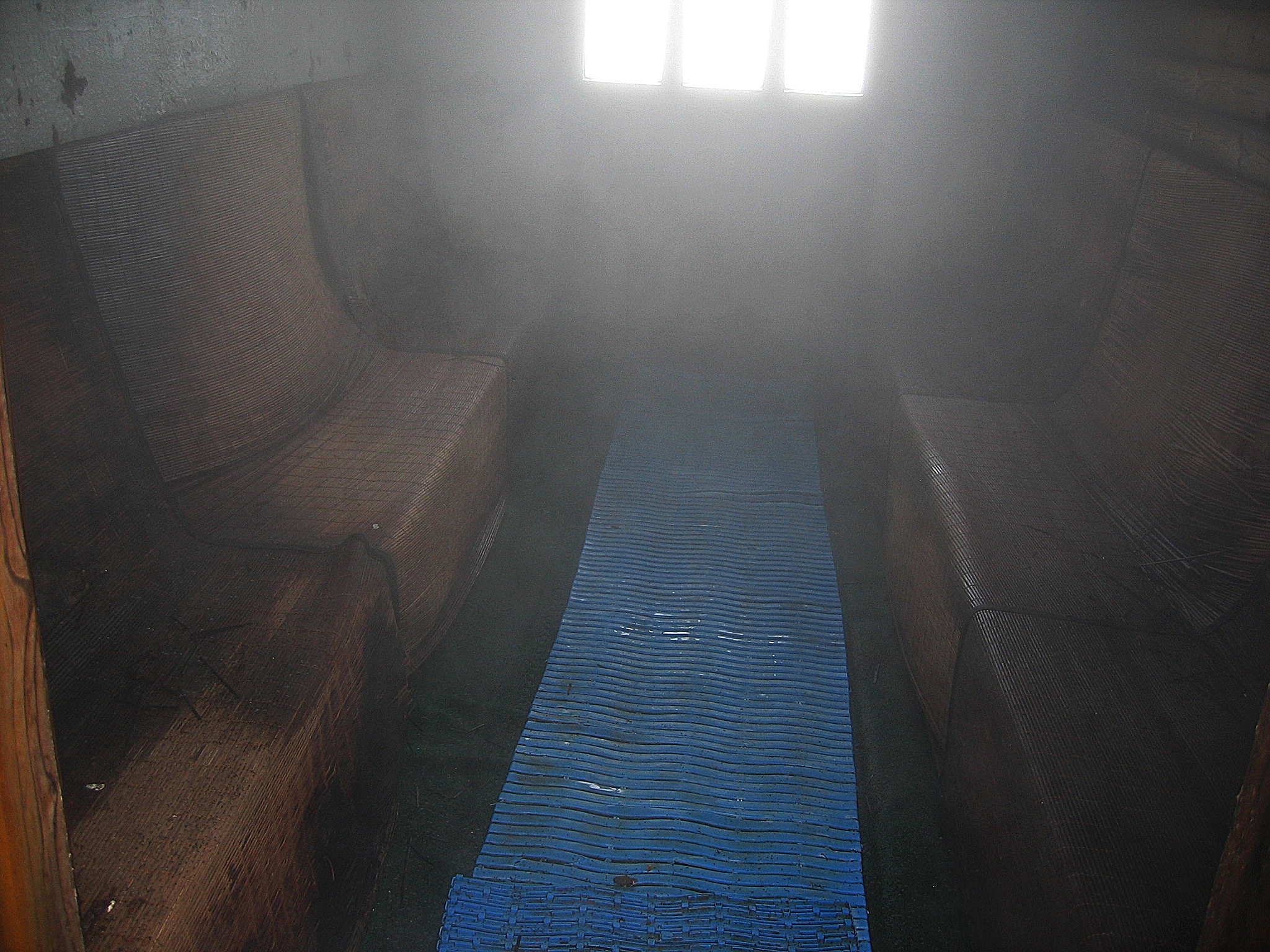
حمام البخار في أيسلندا

حمام بخار (Steambath) هي غرفة مملوءة بالبخار لغرض الاسترخاء والتطهير. يعود تاريخ حمام البخار إلى العصور اليونانية والرومانية.

## التاریخ
أصول حمام البخار تأتي من الحمام الروماني، والتي بدأت خلال ذروة الإمبراطورية الرومانية. قدمت الحمامات الرومانية القديمة العديد من الوظائف المجتمعية والاجتماعية داخل المجتمع الروماني. استخدم الجميع في روما الحمامات العامة الرومانية، بغض النظر عن الوضع الاجتماعي والاقتصادي. تم تزويد هذه الحمامات الرومانية بواسطة الينابيع الساخنة الطبيعية من تحت الأرض.
تم اكتشاف أجزاء تاريخية من منتجع صحي روماني، من القرون الوسطى، الجورجية والفيكتوري في باث، إنجلترا، وتتوفر كحمام عام أو ثيرماي.